# Eris valida
Eris valida là một loài nhện trong họ Salticidae.
Loài này thuộc chi Eris. Eris valida được Arthur Merton Chickering miêu tả năm 1946.